# Trachyspermum ammi
Trachyspermum ammi [L.] Sprague (sinónimos: Carum copticum [L.] Benth. and Hook. f.; Carum copticum [L.] C.B. Clarke; Trachyspermum copticum [L.] Link), uma planta da família Apiaceae, de que também faz parte a salsa e outras ervas culinárias.
É uma planta anual, que dá flores em umbela; os frutos são pequenos aquénios estriados que são usados em culinária e também na medicina ayurvédica. O timol é o componente principal do óleo essencial que se pode extrair destas sementes, o que explica a semelhança do seu sabor e odor com o tomilho. Na culinária africana, estas sementes integram o berbere, uma mistura de condimentos típica da Etiópia.

## Origem
Esta espécie pode ser originária do Mediterrâneo Oriental, talvez do Egipto, o que explicaria o restritivo específico “copticum” e também a sua utilização tradicional na culinária da Etiópia. A planta poderá ter sido levada para a Índia por gregos, ou pelos próprios indianos, que mantiveram uma ligação milenar com o corno de África (ver, por exemplo, Axum).